# Consiglio di Stato (Basilea Campagna)
Il Consiglio di Stato del Canton Basilea Campagna (in francese Conseil d'État du canton de Bâle-Campagne ed in tedesco Regierungsrat des Kantons Basel-Landschaft) è il governo del Canton Basilea Campagna.